# Memorial Luiz Carlos Prestes
O Memorial Luiz Carlos Prestes é um memorial e centro cultural de Porto Alegre, instalado em um prédio situado na Avenida Ipiranga, no bairro Praia de Belas.
O prédio foi projetado por Oscar Niemeyer para ser uma homenagem a vida de Luiz Carlos Prestes. As paredes, em curvas que lembram a Coluna Prestes, contam com acervo fotográfico que narra a história dos noventa anos do comunista brasileiro.

## História e características
Em finais dos anos noventa, próximo ao centenário de Luiz Carlos Prestes, o então vereador Vieira da Cunha, do PDT, elaborou projeto para ceder uma área do município de Porto Alegre para um memorial ao líder comunista. Na prefeitura de Olívio Dutra, do PT, o terreno, na Edvaldo Pereira Paiva, cruzamento com a Ipiranga foi cedido, com pedra fundamental lançada em 1998. Apenas em 2008, com parceria firmada com a FGF, que precisava de terreno para sua sede na capital gaúcha, que o prédio finalmente pode começar a ser construído. As curvas no prédio, projetadas por Niemeyer, contam a vida de Prestes em uma parede vermelha, adornada com acervo de 135 fotografias, cedidas por Anita Leocádia Prestes, filha de Prestes com a revolucionária alemã Olga Benário. No fim do corredor, um pequeno auditório, com 25 lugares. Em um segundo ambiente, maior, é espaço disponível para exposições, debates, apresentações artísticas, etc.

## Atividades

### Inauguração
O Memorial Luiz Carlos Prestes foi inaugurado nos dias 27 e 28 de Outubro de 2017. Durante os dois dias de atividades, ocorreram palestras, exibição de documentários e apresentações culturais, como dos músicos Demétrio Xavier e Pedro Munhoz, além do filho do cantor Taiguara, Lenine Guarani; além de falas de lideranças políticas, como Ciro Gomes (PDT), os deputados federais Maria do Rosário (PT) e Henrique Fontana (PT), e os deputados estaduais Adão Villaverde (PT), Manuela d'Ávila (PCdoB) e Pedro Ruas (PSOL).

### Feira Brasileira de Opinião
Durante o mês de Julho de 2018, o Memorial Luiz Carlos Prestes foi palco da Feira Brasileira de Opinião, reedição da Feira Paulista de Opinião de 1968, organizada por Augusto Boal. Diversos artistas, músicos, companhias teatrais, artistas plásticos e cineastas apresentaram seus trabalhos em 13 dias de atividades.

## Galeria de imagens

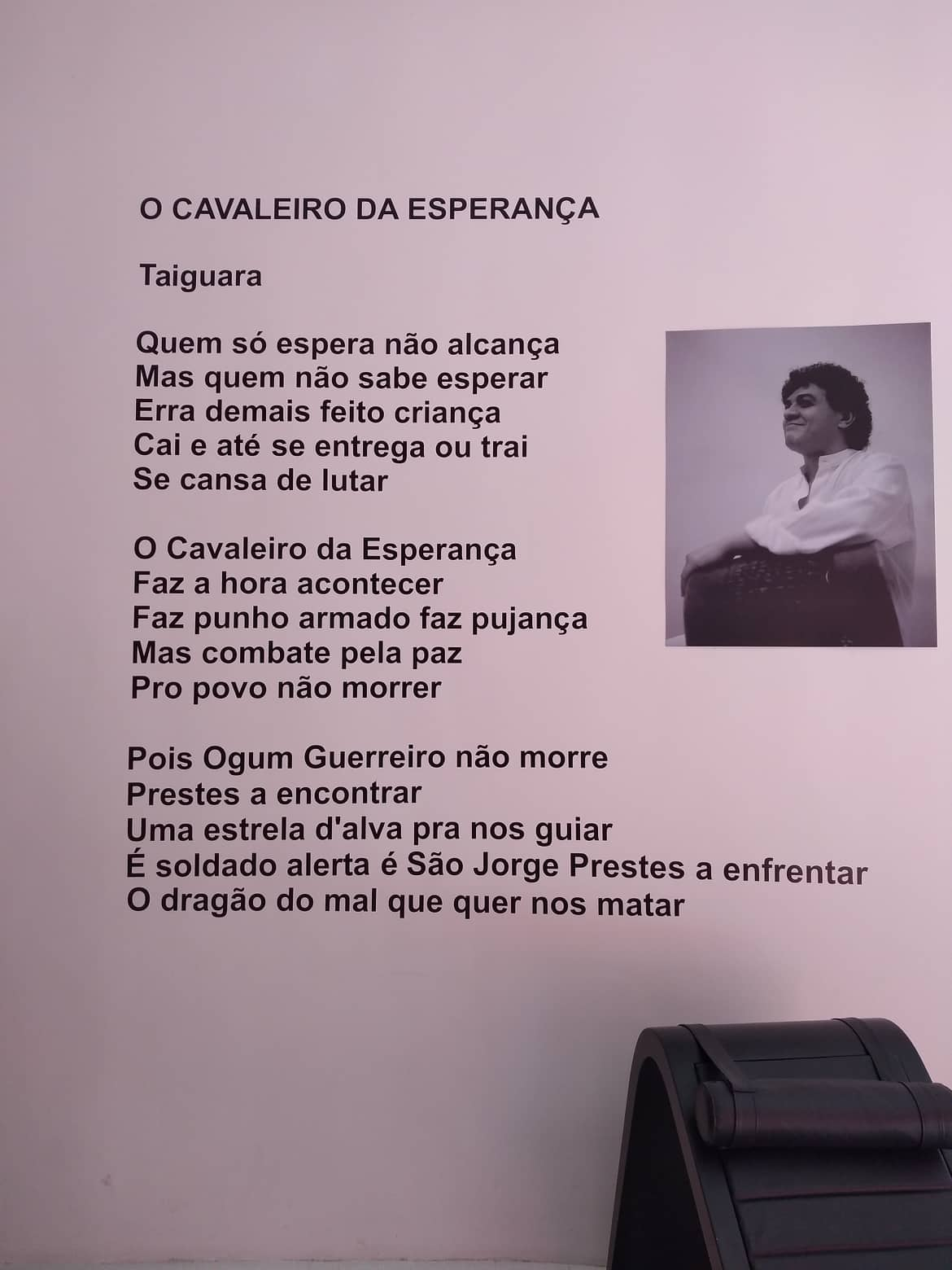
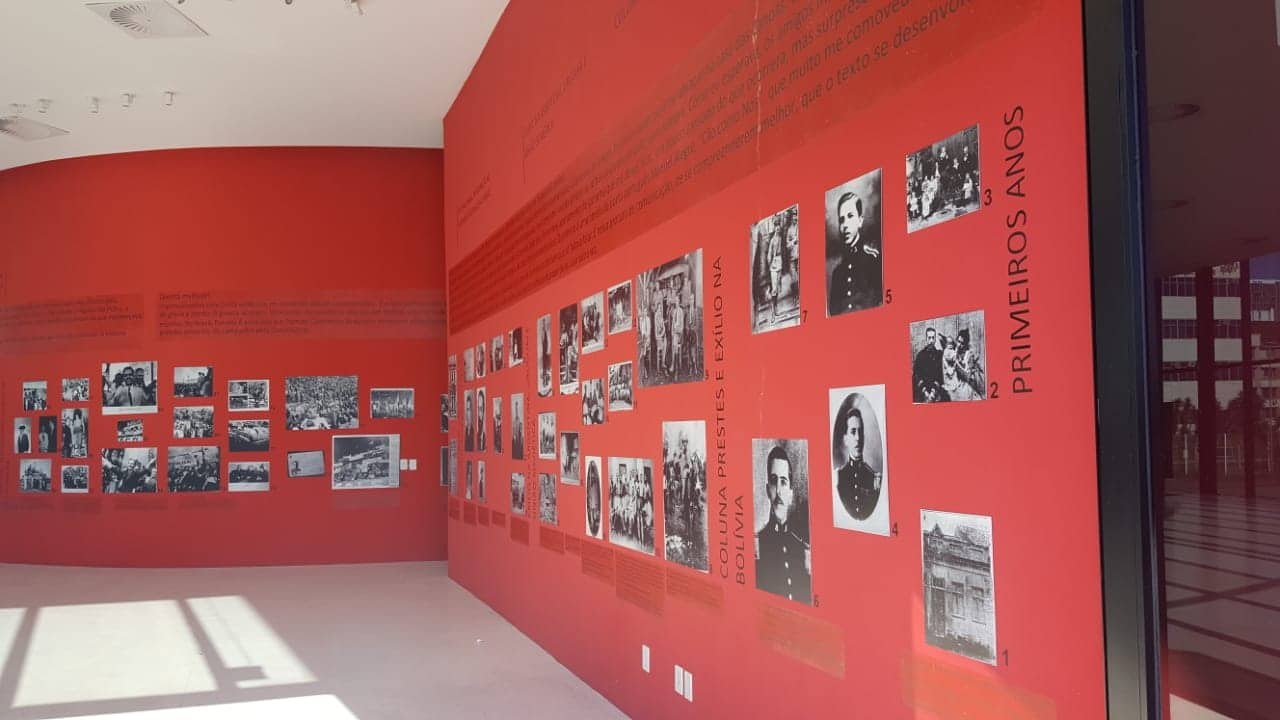
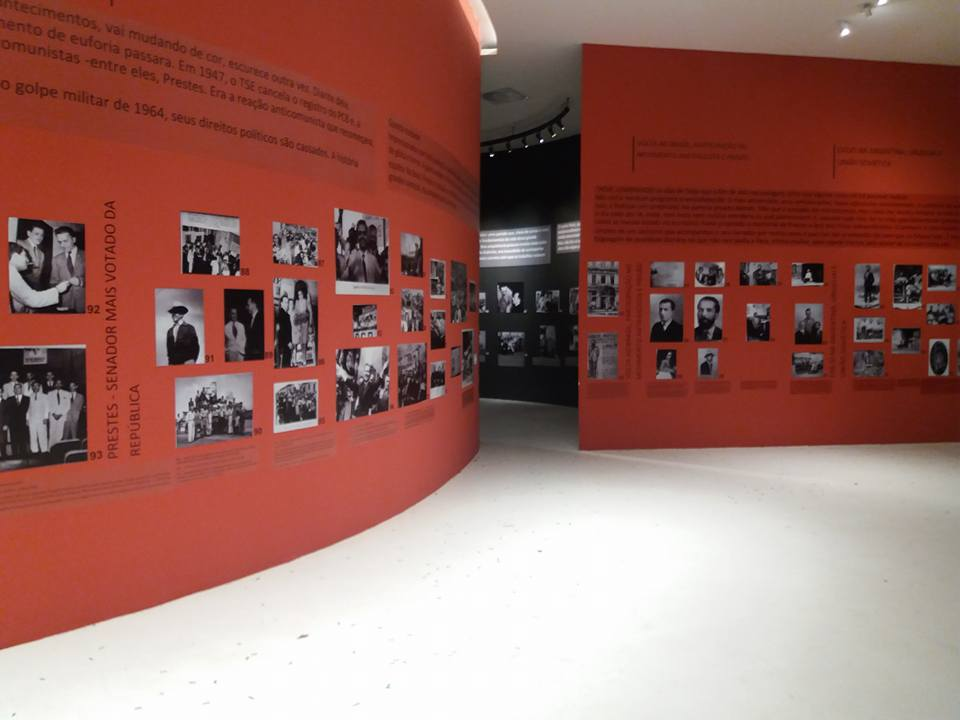